# 搜狗
搜狗（：SOGO）原先是搜狐的旗下子公司，主要经营搜狐的搜索业务。同时，搜狗也推出输入法、邮箱、浏览器等业务。2021年，搜狗与腾讯合并成为腾讯的全资子公司。

## 历史

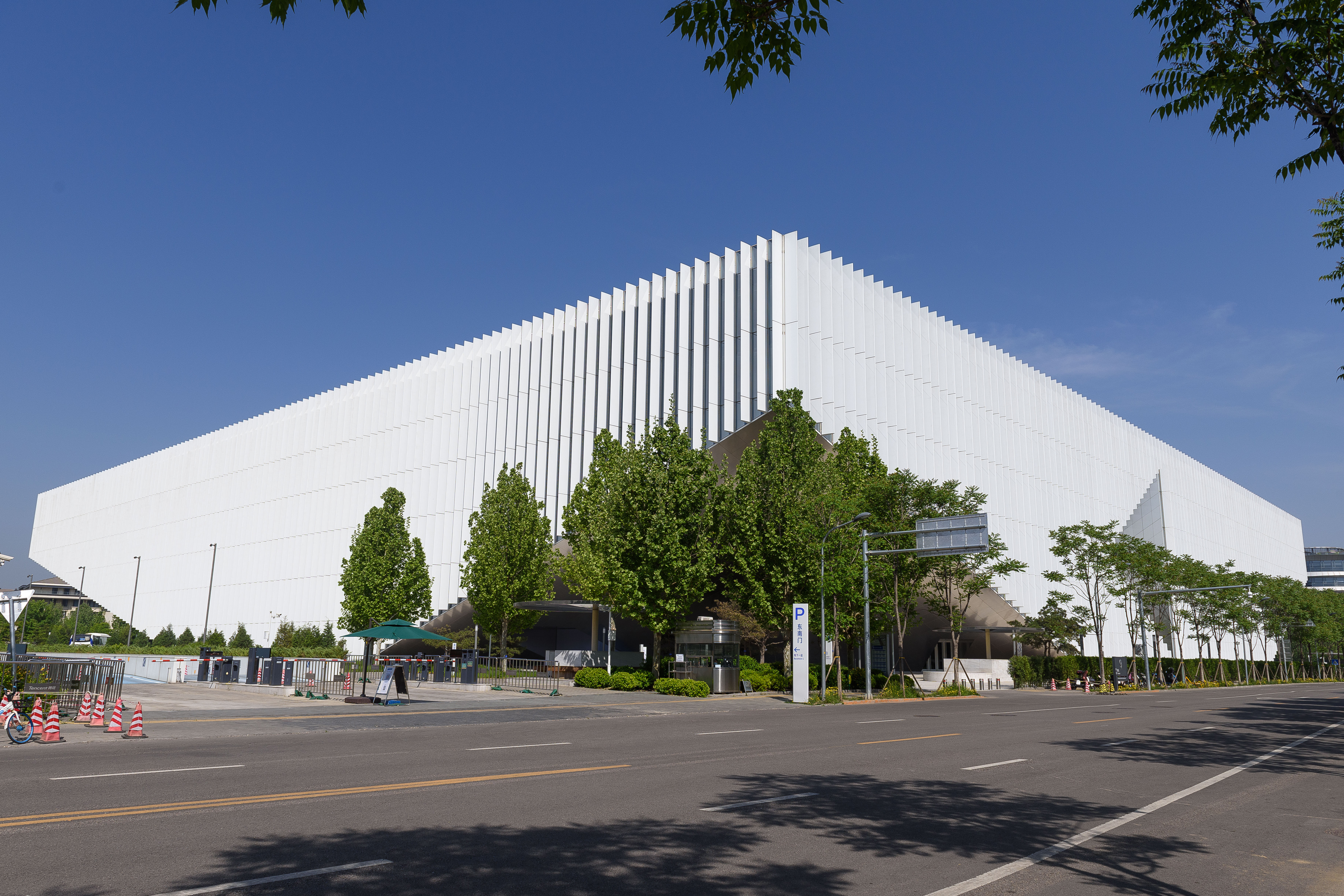
搜狗总部目前位于腾讯北京办公区

2004年8月3日，搜狐公司创建搜狗，域名为，目的是增强搜狐网的搜索技能。“搜狗”一词最早来源于2001年中国本土贺岁电影《大腕》，而三年后搜狗成为了搜狐旗下的搜索引擎品牌。
2010年8月9日，阿里巴巴和雲峰基金（阿里巴巴主席兼行政總裁馬雲，以及虞鋒合組創立）共同注資新搜狗，並獲得16%股份；張朝陽個人的投資基金也將投入同等額度，並獲得另外16%股份；搜狐仍保留搜狗68%股份。2012年7月，阿里巴巴不再投資搜狗。
2013年9月16日，腾讯注资搜狗，并将腾讯旗下的搜搜业务，输入法业务注入搜狗，获得搜狗36.5%的股份，并会在近期增加至40%左右。
2017年10月13日，搜狗向美国证券交易委员会提交首次公开招股（IPO）招股书，其中概述了搜狗的经营、合作状况等数据。
2017年11月9日，搜狗正式在纽交所上市。首日上市最终收盘13.51美元，上涨3.92%，市值52.89亿美元。
2021年9月24日凌晨，美东时间9月23日，搜狗与騰訊达成私有化交易协议并準備从纽交所退市，退市之后成为腾讯间接的全资子公司。
2022年8月，搜狗搜索引擎停用快照功能。
2024年3月30日，搜狗宣布其硬件产品：糖猫手表、糖猫在家、糖猫词典笔、搜狗翻译宝（翻译笔）、搜狗录音笔，将于同年5月30日停止服务。

## 产品

### 搜狗开发主要产品
- 搜狗拼音输入法
- 搜狗浏览器（首个支持异步浏览的浏览器，教育网加速，使用IE和Google Chrome核心）
- 搜狗搜索

#### 搜狗图片
搜狗图片是搜狗搜索于2011年8月15日推出的一款相似图片智能搜索功能，提供以图搜图方式，此功能百度曾在之前推出。另外，搜狗浏览器还推出了搜狗识图的扩展应用，用户通过鼠标在图片上悬停就能够完成搜索，实现浏览器和搜索引擎的融合。而推出此功能已耗费数百万人民币。

### 原搜搜产品
搜搜是腾讯旗下品牌，后并入搜狗：
- 搜狗百科
- 搜狗问问
- 搜搜搜索

## 外部連結
- （简体中文）搜狗（页面存档备份，存于）
- （简体中文）搜狗搜索的新浪微博
- （简体中文）搜狗图片搜索/搜索识图（页面存档备份，存于）